# HC Slavoj Liberec
HC Slavoj Liberec (celým názvem: Hockey Club Slavoj Liberec) je český klub ledního hokeje, který sídlí v Liberci v Libereckém kraji. Založen byl v roce 1970 pod názvem VTJ Ještěd Liberec a zpočátku se tak jednalo o klub pozemního vojska. Civilním týmem se stal teprve po pádu komunistického režimu. Svůj současný název nese od roku 2015. Od sezóny 2009/10 působí v Liberecké krajské lize, čtvrté české nejvyšší soutěži ledního hokeje. Klubové barvy jsou červená, modrá a bílá.
Vojáci jsou již třetí sezónou vedeni legendárním hrajícím trenérem Jiřím Herdou, známým například ze seriálu České televize - Poslední Sezóna. Tým Vojáků je poskládán nejen z talentovaných a nadějných hráčů, ale i ze zkušených borců, kteří prožili dlouhé a úspěšné kariéry ve vyšších soutěžích. Mezi legendy klubu bezpochybně patří Michael Bretl, bratři Chládkové, Petr Arlt, Oto Valenta, Jiří Svoboda, Ondřej Dvořák, Jan Burkoň, Martin Šnajdr, Jiří Herda a Jakub Šesták.
Před sezónou 2012/13 do týmu VTJ z týmu Bílí Tygři Liberec přestoupil Tomáš Kyselák. Částka za přestup nebyla oficiálně zveřejněna, ale je jasné, že tento útočný obránce se skvělou technikou hole se stal jedním z nejdražších hráčů v historii klubu. Během léta také údajně proběhla jednání mezi vedením klubu a brankářskou legendou Dominikem Haškem.[zdroj?] Jednání bohužel pro fanoušky Vojáků a příznivce slavného Dominátora skončili neúspěšně. I přes existenční problémy, ve kterých se tým VTJ před sezónou 2012/2013 nacházel, se Vojáci semknuli a dokázali suverénně vyhrát jak základní část Krajského hokejového přeboru tak i play-off.
Své domácí zápasy odehrává ve Svijanské Aréně s kapacitou 6 000 diváků.

## Historické názvy
- 1970 – VTJ Ještěd Liberec (Vojenská tělovýchovná jednota Ještěd Liberec)
- 2015 – HC Slavoj Liberec (Hockey Club Slavoj Liberec)

## Přehled ligové účasti
Stručný přehled
Zdroj:
- 2003–2009: Liberecký krajský přebor (4. ligová úroveň v České republice)
- 2009– : Liberecká krajská liga (4. ligová úroveň v České republice)

Jednotlivé ročníky
Zdroj:
Legenda: ZČ - základní část, červené podbarvení - sestup, zelené podbarvení - postup, fialové podbarvení - reorganizace, změna skupiny či soutěže
| Česko (2003 – ) |                          |           |          |                                                 |                     |
| Sezóny          | Soutěž                   | Úroveň    | ZČ       | Play-off, nadstavba, sk. o udržení...           | Poznámky            |
| 2003/04         | Liberecký krajský přebor | 4. úroveň | 2. místo | Finálová skupina (2. místo)                     |                     |
| 2004/05         | Liberecký krajský přebor | 4. úroveň | 2. místo |                                                 |                     |
| 2005/06         | Liberecký krajský přebor | 4. úroveň | 1. místo |                                                 | Baráž               |
| 2006/07         | Liberecký krajský přebor | 4. úroveň | 1. místo |                                                 | Kvalifikace         |
| 2007/08         | Liberecký krajský přebor | 4. úroveň | 1. místo | Vítěz                                           | Kvalifikace         |
| 2008/09         | Liberecký krajský přebor | 4. úroveň | 1. místo | Vítěz; kvalifikace o 2. ligu – sk. B (4. místo) | Změna názvu soutěže |
| 2009/10         | Liberecká krajská liga   | 4. úroveň | 1. místo | Finále                                          |                     |
| 2010/11         | Liberecká krajská liga   | 4. úroveň | 5. místo | Finále                                          |                     |
| 2011/12         | Liberecká krajská liga   | 4. úroveň | 4. místo |                                                 |                     |
| 2012/13         | Liberecká krajská liga   | 4. úroveň | 1. místo | Vítěz                                           | Kvalifikace         |
| 2013/14         | Liberecká krajská liga   | 4. úroveň | 2. místo | Semifinále                                      |                     |
| 2014/15         | Liberecká krajská liga   | 4. úroveň | 2. místo | Vítěz                                           |                     |
| 2015/16         | Liberecká krajská liga   | 4. úroveň | 2. místo | Finále                                          |                     |
| 2016/17         | Liberecká krajská liga   | 4. úroveň | 1. místo | Vítěz                                           | Kvalifikace         |
| 2017/18         | Liberecká krajská liga   | 4. úroveň | 3. místo | Zápas o 3. místo (prohra)                       |                     |
| 2018/19         | Liberecká krajská liga   | 4. úroveň | 2. místo | Zápas o 3. místo (výhra)                        |                     |
| 2019/20         | Liberecká krajská liga   | 4. úroveň |          |                                                 |                     |